# Пономарёв, Сергей Викторович
Сергей Викторович Пономарёв (род. 5 июня 1953) — советский футболист, полузащитник, защитник; советский и российский тренер.
Воспитанник Григория Рубеновича Ватиана. В первенстве СССР играл за команды первой (1971—1976) и второй (1977—1978) лиг «Кубань» Краснодар (1971) и «Автомобилист» / «Спартак» / «Эльбрус» Нальчик (1972—1978).
Работал в командах «Спартак» Нальчик (1987—1990 — тренер, сентябрь 2000 — январь 2001 — главный тренер), «Эталон» Баксан (1991 — тренер), «Кавказкабель» Прохладный (1992—1996 — главный тренер), «Спартак-д» Нальчик (1997 — старший тренер), «Дружба» Майкоп (2002 — тренер), «Торпедо» Волжский (июль 2004 — декабрь 2005 — главный тренер), «Кавказтрансгаз-2005» Рыздвяный (2006 — октябрь 2008, август 2009—2010, 2011, по август — главный тренер), «Машук» Пятигорск (2009 — главный тренер).
В сезоне 2013/14 — главный тренер любительского клуба «Прохладный». Детский тренер в «Спартаке» Нальчик. Член исполкома РОО «Федерация футбола Кабардино-Балкарской Республики».